# Carlos Julio Arosemena Monroy

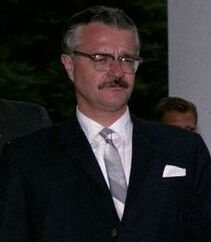
Carlos Julio Arosemena fotografierte 1962 während eines Staatsbesuchs in den Vereinigten Staaten.

Carlos Julio Arosemena Monroy (* 24. August 1919 in Guayaquil; † 5. März 2004 ebenda) war ein ecuadorianischer Rechtsanwalt und Politiker. Zwischen 1961 und 1963 war er Präsident seines Landes.

## Leben
Arosemena war Sohn des Bankiers Carlos Julio Arosemena Tola aus Guayaquil, der 1947/48 als Präsident Ecuadors amtierte. Der spätere Präsident Otto Arosemena (1966–68) war sein Cousin. Arosemena Monroy studierte Rechtswissenschaft an der Universität Guayaquil, wo er auch promovierte und später als Professor für internationales Recht lehrte. Arosemena Monroy war Anhänger des populistischen Politikers José María Velasco Ibarra und während dessen dritter Präsidentschaft (1952–56) zeitweilig Verteidigungsminister (1952) sowie Mitbegründer und Generalsekretär von dessen Partei Federación Nacional Velasquista. Bei den Präsidentschaftswahlen 1960 kandidierte er als Vizepräsidentschaftskandidat des siegreichen Velasco. Dennoch äußerte er öffentlichen Protest gegen verschiedene Maßnahmen, die der Präsident traf und unterstützte damit öffentliche Proteste. Velasco versuchte, den Vizepräsidenten zu stürzen, wurde aber schließlich selbst vom Kongress abgesetzt. Arosemena trat am 9. November 1961 seine Nachfolge an.
Die Präsidentschaft Arosemenas war durch starke ideologische Auseinandersetzung infolge der kubanischen Revolution geprägt. Arosemena distanzierte sich schließlich von der neuen kubanischen Regierung, nahm aber keine eindeutige Haltung für die USA ein. Er gab sich nationalorientiert und antiimperialistisch. Im Inneren regierte er Gewerkschaften gegenüber aufgeschlossen und verabschiedete unter anderem Dekrete über die 40-Stunden-Woche und die Zahlung eines dreizehnten Monatsgehalts. Während seiner Präsidentschaft wurde die Fluggesellschaft TAME gegründet.
Er wurde wiederholt von Oppositionspolitikern wegen übertriebenen Alkoholkonsums bei offiziellen Anlässen kritisiert und überstand ein Amtsenthebungsverfahren. Am 11. Juli 1963 wurde er von einer Militärjunta unter Führung von Konteradmiral Ramón Castro Jijón abgesetzt, die auch die Regierungsgeschäfte übernahm. Arosemena hatte am Abend zuvor bei einer Rede auf dem Empfang US-amerikanischer Investoren amerikakritische Äußerungen getätigt. Er wurde nach Panama exiliert.
Bei den erneuten freien Wahlen von 1966 kandidierte er für das ecuadorianische Parlament, in das er nach 1952 zum zweiten Mal einzog. Erneut wurde er 1968, 1980 und zuletzt 1992 in den Kongress gewählt. 1969 gründete er eine eigene Partei, die zunächst Movimiento Nacional Arosemenista (dt. „Arosemenistische Nationalbewegung“), dann Partido Nacionalista Revolucionario (dt. „Nationalistisch-Revolutionäre Partei“) hieß und als populistische Partei der Mitte angesehen wurde.
1994 war Arosemena Richter am Obersten Gerichtshof Ecuadors.